# Tsunozemia paradoxa
Tsunozemia paradoxa är en insektsart som beskrevs av Lethierry 1876. Tsunozemia paradoxa ingår i släktet Tsunozemia och familjen hornstritar. Inga underarter finns listade i Catalogue of Life.